# Hatüey Bacardi Club
El Hatüey Bacardi Club és un club haitià de futbol de la ciutat de Port-au-Prince.
Va ser fundat el 1935.

## Palmarès
- Coupe Vincent: [6]
  - 1947, 1949
- Campionat de Port-au-Prince de futbol: [6]
  - 1940, 1945